# Métro d'Izmir
Le métro d'Izmir (İzmir Metrosu, en turc) est un réseau de métropolitain desservant la ville d'İzmir, en Turquie. Inauguré en août 2000, le réseau actuel se compose d'une ligne unique, comprenant vingt quatre stations, et mesurant 27 kilomètres.

## Histoire

### Du projet à l'inauguration
Dans les années 1990, le réseau de transport public est menacé de saturation en raison de l'accroissement rapide de la population urbaine. On songe alors à la construction d'un réseau de transport rapide sur rail. Le contrat de construction est signé en 1993 et les travaux de la ligne 1 du métro commencent en 1995 et sont menés par un consortium emmené par Adtranz et sont achevés dès 1999. Les essais débutent le 22 mai 2000 et le 25 août 2000, la première section entre les stations Üçyol et Bornova est inaugurée. En 2012, le réseau connaît sa première extension de la ligne 1 avec l'ouverture de deux stations supplémentaires le 30 mars puis deux autres le 29 décembre. Une nouvelle extension d'une station à l'ouest est inaugurée le 25 mars 2014 entre Hatay et Fahrettin Altay. Enfin, la  ligne est de nouveau prolongée à l'ouest de 7 stations entre Fahrettin Altay et Kaymakamlık.

### Futures extensions
Un projet ambitieux vise la construction de la ligne 2 d'une longueur de 80 kilomètres environ devant relier le district d'Aliağa au nord où se trouvent la raffinerie de pétrole et le port, au district de Menderes au sud pour desservir l'aéroport Adnan Menderes. Cette nouvelle ligne aura une correspondance avec la ligne actuelle. La ligne devrait comporter 32 stations. Il faudra 86 minutes pour relier les deux terminus.

## Ligne

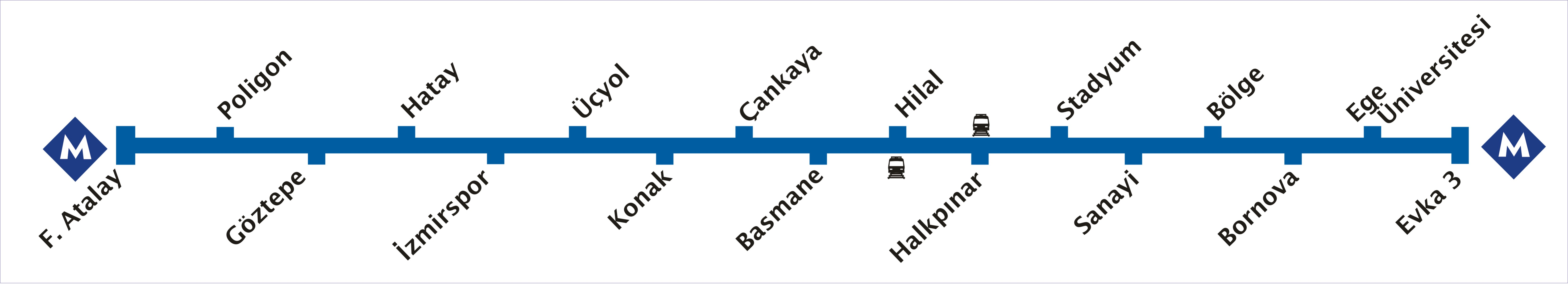
Le réseau, composé d'une seule ligne, entre le 29 décembre 2012 et le 24 mars 2014.

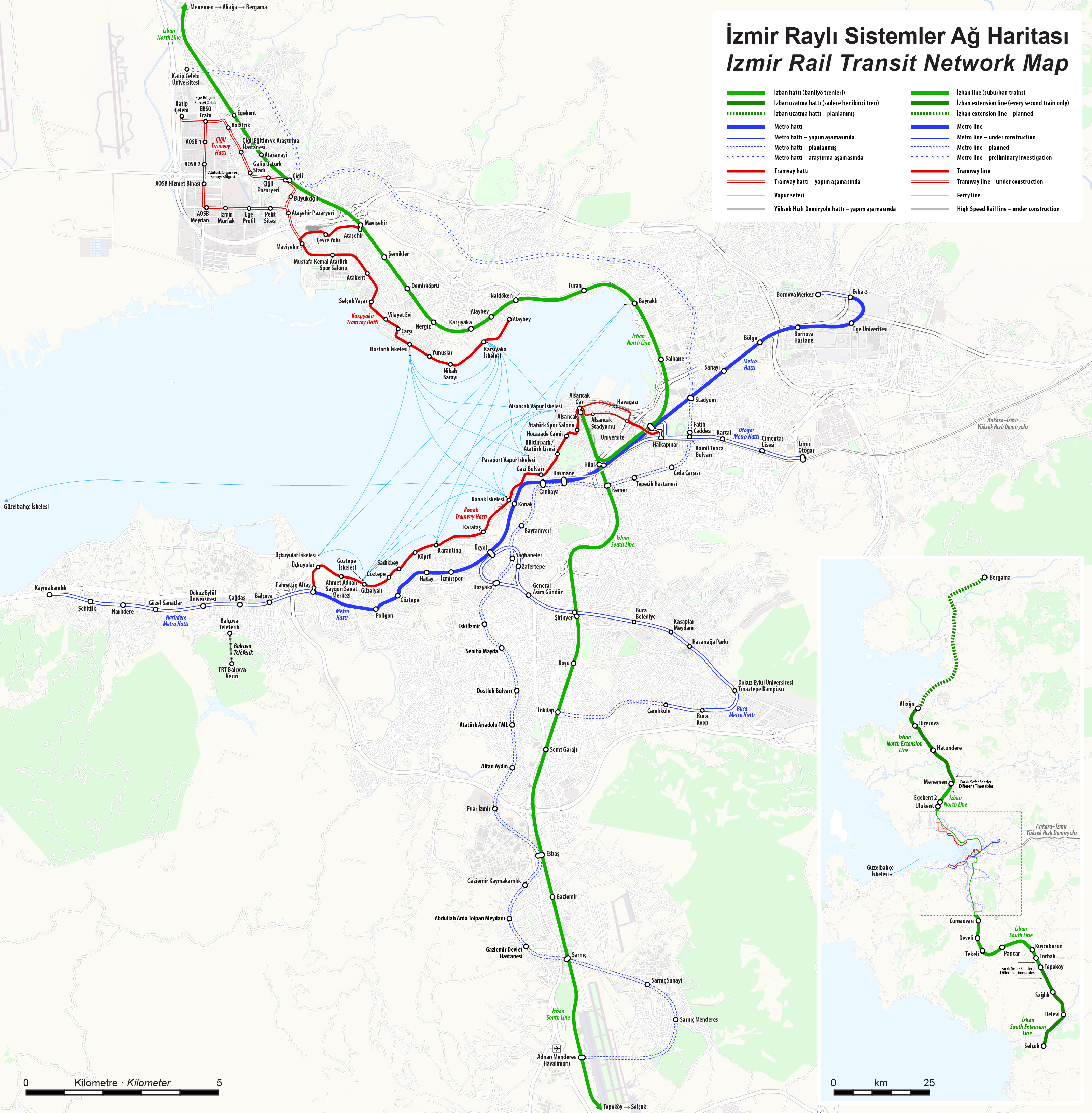
Planification de l'extension du réseau

### Ligne 1

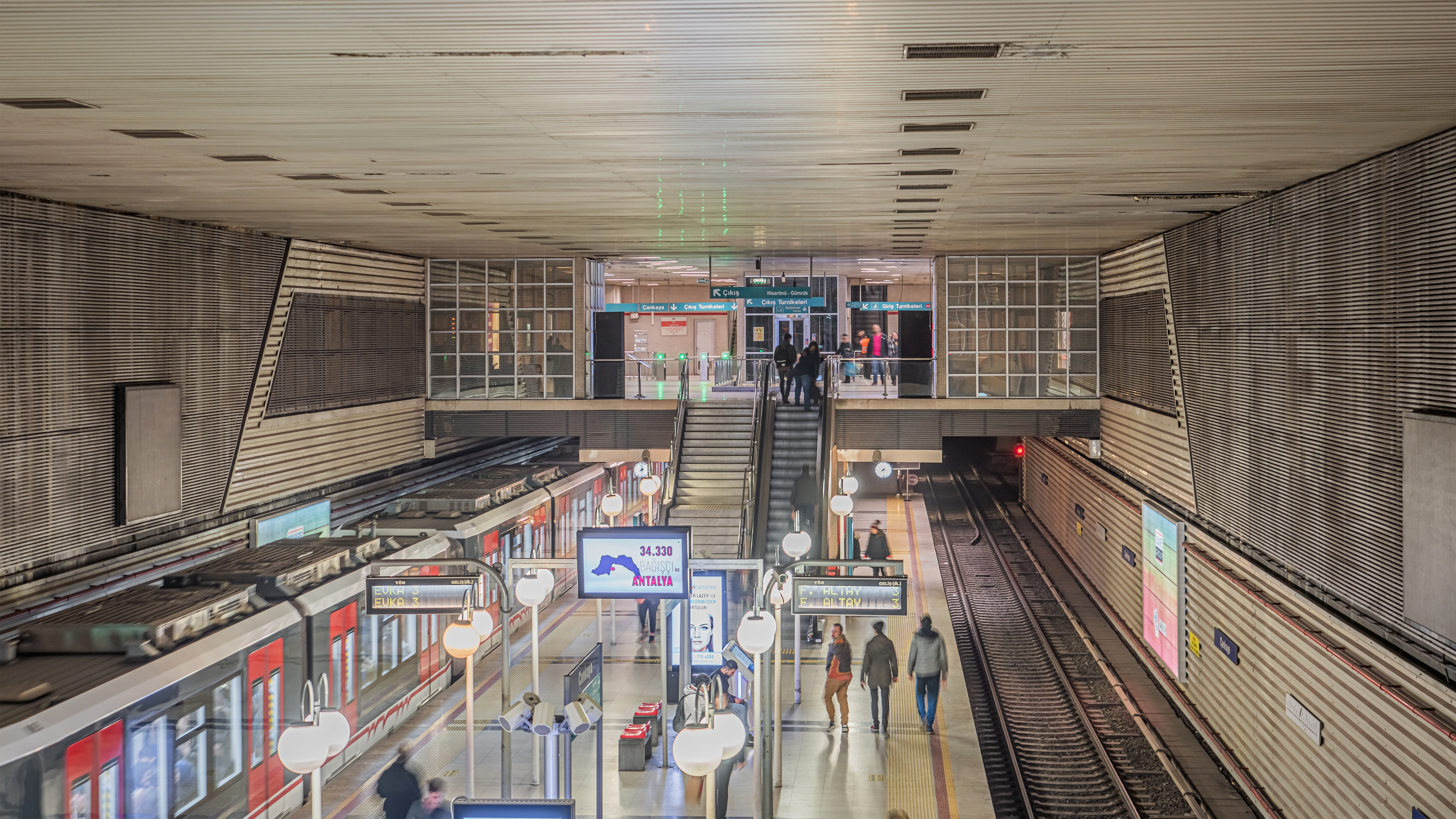
La station Çankaya sur la ligne 1

La ligne d'orientation générale nord-est/sud-ouest présente une longueur de 27 km et comporte 24 stations. La section centrale entre Hilal et Bornova est en surface sur 4.4 km et comporte 6 stations et les extrémités est et ouest de la ligne sont construites en viaduc ou au niveau du sol sur les sections Hilal-Üçyol et Bornova-Ege Üniversitesi-Evka 3. La ligne est inaugurée le 25 août 2000 entre Üçyol et Bornova, connaît sa première extension de Bornova à Evka 3 le 20 mars 2012 puis une deuxième entre Üçyol et Hatay le 29 décembre 2012. La première phase de l'extension à l'ouest prévue au printemps 2014 et inaugurée le 25 mars 2014 avec l'ouverture de la station Göztepe. La dernière phase de l'extensions à l'ouest est inaugurée entre Fahrettin Altay et Sehitlik le 24 février 2024 puis entre Sehitlik et Kaymakamlik le 4 mars 2024.

## Exploitation
Le réseau est géré par la société Izmir Metro A.Ş..

## Tarification
Le ticket est vendu 1,25 livres turques et 0,95 livre si on utilise la Kentkart. Environ 12 % des passagers règlent leur trajet en espèces. Les autres utilisent la Kentkart : 35 % à prix réduit et 53 % au tarif normal.

## Fréquentation
Le métro transporte 30 millions de passagers par an, soit un cumul de 160 millions de mai 2000 à 2005.